# Botanologicon

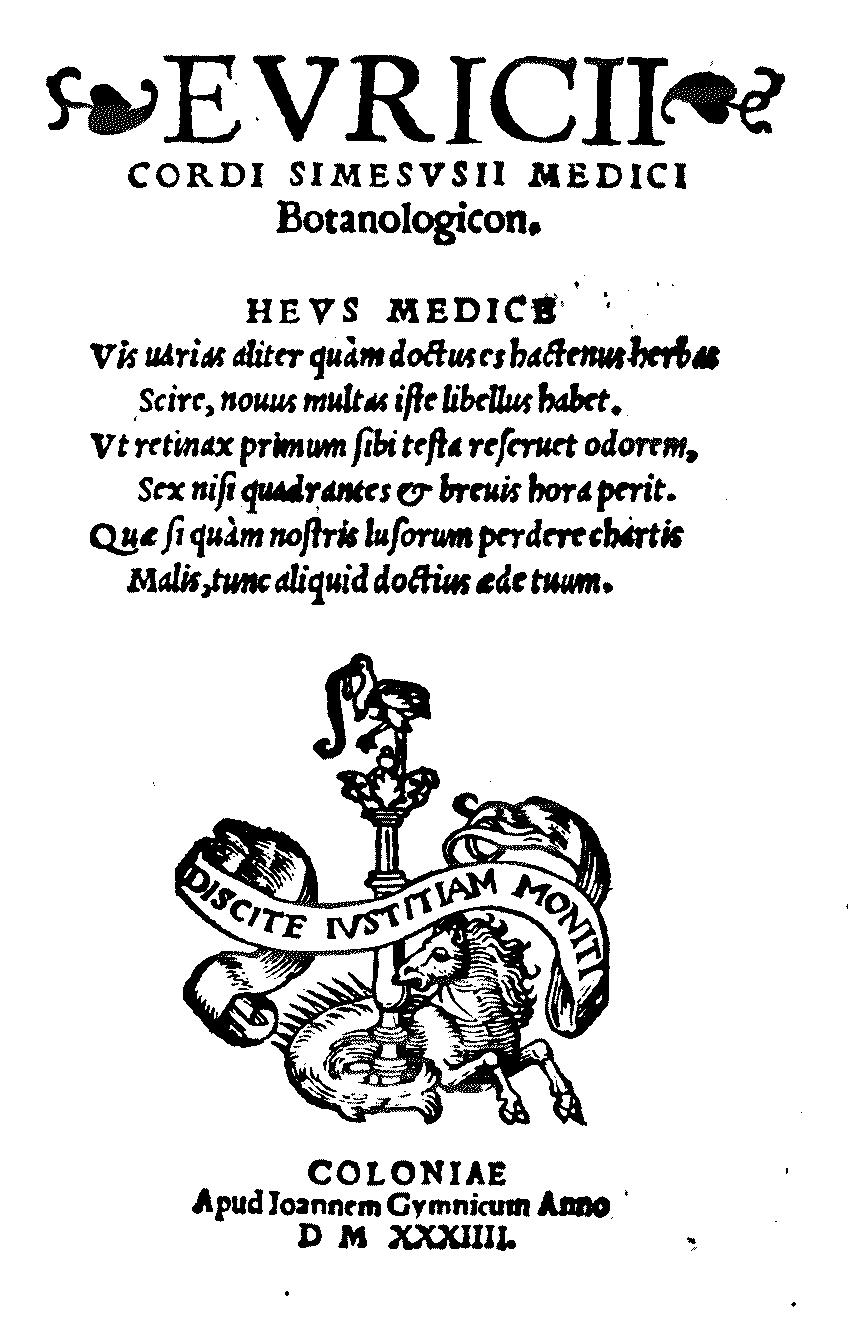
Titelpagina van het Botanologicon

Botanologicon is een boek geschreven door de Duitse arts en botanicus Euricius Cordus. Het verscheen in 1534.
Het boek is geschreven in dialoogvorm. Cordus verbeeldt een botanische excursie tezamen met zijn zwager Johannes Ralla, zijn studievriend Antonius Niger, zijn collega Johann Magenbuch en Guillaume Bigot in de buurt van Marburg rond 1530. Na een kort bezoek aan de eigen tuin van Cordus vervolgt de groep de excursie buiten de muren van de stad. Met zich dragen zij twee belangrijke boekwerken: De materia medica van Dioscorides en het in 1530 gepubliceerde Herbarum vivae eicones van Otto Brunfels.
Voor de tijdgenoten van Cordus was de wereld gevuld met plantensoorten die al bekend waren bij de Antieken, zoals Dioscorides en Theophrastus. Hun werk was eigenlijk om de planten die zij zagen te identificeren met die in de Materia Medica waren beschreven. 
Het meeste van de dialoog in de  Botanologicon gaat erom de gevonden soorten te identificeren. Daartoe brachten de deelnemers de verschillende namen van de planten in en bediscussieerden deze. Er is aandacht voor de verschillen in morfologie tussen de beschrijvingen van Dioscorides, de tekst van Brunfels en Cordis' eigen ervaring. Cordis neemt hiermee afstand van de middeleeuwen waarin de autoriteit van de klassieke auteurs onweersproken bleef en het besef nog niet was doorgedrongen dat de flora van Noord-Europa verschillen vertoont met die van de klassieke wereld.
Een van de kenmerken die Cordus bij het identificeren van een soort veel gewicht toekende, was de smaak van bepaalde onderdelen van de plant, een eigenschap die hij als "onfeilbaar" beschouwde. Een ander kenmerk dat relevant geacht werd, was de groeiwijze van elke soort, in het bijzonder het onderscheid tussen groenblijvende en loofverliezende planten.